# Різдво в Бразилії
Різдво в Бразилії характеризується багатьма традиціями, що походять із Португалії. Вертепи прикрашають церкви та оселі, а різдвяні вистави є звичайним явищем.
Багато хто ходить на опівнічну месу в костел. Меса зазвичай закінчується о першій годині ночі, а на Різдво багато людей знову йдуть до церкви, коли відбувається денне богослужіння. Після опівнічної меси у великих і малих містах запускаються феєрверки.
Багато різдвяних традицій схожі на американські та британські. Кажуть, що різдвяні подарунки роздають Papai Noel & Bom Velhinho. Багато дітей залишають панчохи біля вікон, сподіваючись обміняти їх на різдвяні подарунки від Папи Ноеля.
Популярною традицією є дарувати різдвяні подарунки під таємним іменем протягом грудня, а на Різдво нарешті розкрити, хто за цим стоїть. Популярною колядкою є «Noite Feliz», «Тиха ніч» португальською мовою.
У Бразилії прийнято отримувати «13-ту зарплату» наприкінці року – тобто в грудні ви отримуєте вдвічі більше звичайної зарплати за цей місяць! Ідея полягає в тому, щоб допомогти підняти економіку перед Різдвом. Це триває десятиліттями, і більшість людей навіть не сумніваються, що інші країни цього не роблять!
Улюблені різдвяні страви в Бразилії включають свинину, індичку, шинку, салати та свіжі та сушені фрукти. Все подається з рисом, звареним з родзинками, і доброю ложкою «фарофи» (приправлене борошно з маніоки). Популярні різдвяні десерти включають тропіки та морозиво.
Тринадцяте Різдво також широко святкують у Бразилії.